# أحمد حلمي (صحفي)
أحمد حلمي صحفي مصري من مواليد حي الحسين بالقاهرة عام 1875، عمل إلى جوار مصطفى كامل في جريدة اللواء، وحرر مقاله الشهير «يا دافع البلاء» عن حادثة دنشواي، اتهم بالعيب في الذات الملكية إثر معارضته للخديوي عباس حلمي الثاني، وتم سجنه على أثر ذلك، أصدر صحيفة القطر المصري التي أُغلقت فيما بعد بمعرفة سلطات الاحتلال البريطاني، وتوفي عام 1936. سُمي ميدان وشارع في القاهرة باسمه. وصفه البعض بـ«أول صحفي سياسي في مصر». وهو جد الشاعر المصري صلاح جاهين.

## النشأة
ولد حلمي بحي الحسين بالقاهرة عام 1875، ومات أبوه قبل ولادته بينما اهتم خاله بتربيته وساعده في إدراك قطار الوظيفة الحكومية. كانت ولادته بمنزل خاله الذي كان يعمل حينها بوزارة الأشغال كاتباً في هندسة ري الترعة الإسماعيلية. كان خاله يذهب به إلى مكتب يدعي «خان جعفر» بالحي الحسيني حيث تعلم القراءة والكتابة وحفظ القرآن وكثيراً ما كان خاله يقدم له نماذج مما اعتاد أن يكتبه في عمله، لإعداده لأن يكون كاتباً مثله في أحد دواوين الحكومة. في نحو الخامسة عشرة من عمره، هاجر إلى الإسكندرية مشياً على الأقدام وهناك عمل في إحدى الشركات الأجنبية وتعلم اللغة الفرنسية كما تلقى ثقافة إسلامية أخذها عن أئمة المساجد في الإسكندرية. نجح حلمي في امتحان وزارة المالية وعمل بها مؤقتًا، إلى أن استقال ليعود للعمل بمصلحة المساحة، اتجه بعد ذلك للكتابة وكان يراسل جريدة السلام التي صدرت في الإسكندرية في مايو سنة 1898 ويوافيها بأخبار القصر والوزارات والمصالح.

## مسيرته
عندما أصدر مصطفى كامل جريدة اللواء في  يناير 1900 التحق حلمي بهيئة تحريرها، وتدرج في المناصب حتى أصبح رئيس تحرير اللواء وكان أول من نادى فيها بضرورة إنشاء وزارة للزراعة لمصر.
وفي يونيو 1906 سافر حلمي إلى دنشواي لينقل للعالم ما حدث في حادثة دنشواي على يد الاستعمار الإنجليزي وكتب مقالته الشهيرة بعنوان (يا دافع البلاء) والتي استعان بها مصطفى كامل في مقالته المنشورة بصحيفة لو فيجارو الفرنسية والتي اعتمد عليها في مساعيه لعزل اللورد كرومر. وحين تقلد المندوب السامي جورست طريقه سلفه كرومر في التعامل مع المصريين والتي اعتمدت على مبدأ فرق تسد، فهاجم الأقباط ومنع عنهم بعض الوظائف بدعوى أن المسلمين أحق بها، هاجمه حلمي في مقاله باللواء بعنوان «مصر لكل المصريين»، وبدأ حملة لرفض التفرقة بين المصريين على أساس الدين. كما دعي حلمي لتوحيد «أبناء النيل» في مصر والسودان لمقاومة الاحتلال الإنجليزي.
بعد وفاة مصطفى كامل، أنشأ حلمي مجلة القطر العربي التي تبنت القومية المصرية، رافعا شعار مصر للمصريين. كما حمل أحمد حلمي لواء الدعوة إلى توقيع آلاف العرائض للمطالبة بالدستور وتقديمها إلى الخديوي «عباس حلمي»، فكان لهذه العرائض والتي بلغت جملة التوقيعات عليها 75 ألف توقيع تأثير كبير في البلاد ودعاية كبيرة للمطالبة بدستور.
كتب حلمي أيضا في صحف أخرى مثل صحيفة وادي النيل وكتب في «العلم» العديد من المقالات عن السجون المصرية مطالبا بإصلاحها وبعد إغلاق العلم صدر بدلاً منها «الشعب» فاتجه إليها حلمي. ثم أصدر صحيفة «الشرق» في 4 يوليو سنة 1914م ومع بدء الحرب العالمية الأولى وما تبعها من تقييد الحرية وإعلان الأحكام العرفية في نوفمبر من ذات العام وفرض الرقابة على الصحف، تم اضطهاد الحزب الوطني وملاحقة رجاله ونفي بعضهم فاتجه حلمي إلى العمل في الزراعة لكنه لم ينسَ عمله الأول كاتبا صحفيا فاستمر في إرسال مقالاته إلى الصحف وأنشأ جريدة الزراعة في 25 أغسطس سنة 1919 وقد تخصصت بشؤون الزراعة. كما قام حلمي بتأليف كتاب «السجون المصرية في عهد الاحتلال الإنجليزي».

## محاكمته
في العدد الـ 27 للمجلة عام 1909 انتقد حلمي في مقال بعنوان مصر للمصريين الأسرة العلوية: «إذا عرف المصرى أن شقاؤه وبلاؤه ليس له سبب سوى عائلة محمد علي فقد وجب عليه أن يتخلص منها لأن هذه العائلة سلّمت مصر للإنجليز» وأضاف: «بأي حق تأخذ عائلة محمد علي من الخزينة المصرية ٣٥٠ ألف جنيه سنويا، بأي حق، فأي شر دفعوه عنها، وأي خير جلبوه لها حتى يستحقوا هذا الثمن؟». قامت السلطة الحاكمة بتقديمه للمحاكمة بتهمه الدعوة لقلب نظام الحكم، وحكم عليه بالحبس سنة مع الأشغال الشاقة وإعدام كل ما يضبط من العدد ٣٧ وتعطيل جريدته «القطر المصري» لستة أشهر. ووفقا للكاتب مصطفى فتحي في كتابه «الشاطر مرسي»، كان حلمي ضحية أول حكم تصدره المحاكم المصرية ضد حرية الرأى والتعبير، وكان ذلك في شهر أبريل عام 1909م، حيث صدر حكم ضده بتهمة «إهانة الذات الخديوية»، أصدرته محكمة السيدة زينب الجزئية.

## وفاته وإرثه
توفي أحمد حلمي عام 1936 في منزله بشبرا وسمي الميدان باسمه.

### كتب عنه
- «مع الصحفي المكافح أحمد حلمي»، أحمد أحمد بدوي، مكتبة النهضة، 1957.[9] حاز الكتاب على جائزة الإرشاد القومي عام 1957.

- أحمد حلمي: سجين الحرية والصحافة، إبراهيم عبد الله المسلمي، تاريخ المصريين، الهيئة المصرية العامية للكتاب، 1993م.